# Repubblica dell'Alto Monferrato
La Repubblica dell'Alto Monferrato è stata un'entità statuale partigiana nata a seguito dell'unione di comitati spontanei di liberazione nazionale, di cui i più importanti furono quelli di Nizza Monferrato, di San Damiano d'Asti e di Costigliole d'Asti, costituita nella zona del Monferrato a sud del Tanaro. Nell'autunno del 1944 gli stessi comitati nazionali diedero vita a una sorta di autogoverno democratico che ebbe sede a Nizza Monferrato e Agliano Terme. L'esperienza terminò traumaticamente nel dicembre del 1944, quando i nazifascisti lanciarono una violenta offensiva che causò lo smembramento e la dissoluzione delle cinque divisioni partigiane che componevano la Repubblica, collocabili a cavallo tra i paesi di Moasca, San Marzano Oliveto, Calamandrana, Mombercelli, Bruno/Bergamasco, Masio e Castelnuovo Belbo.

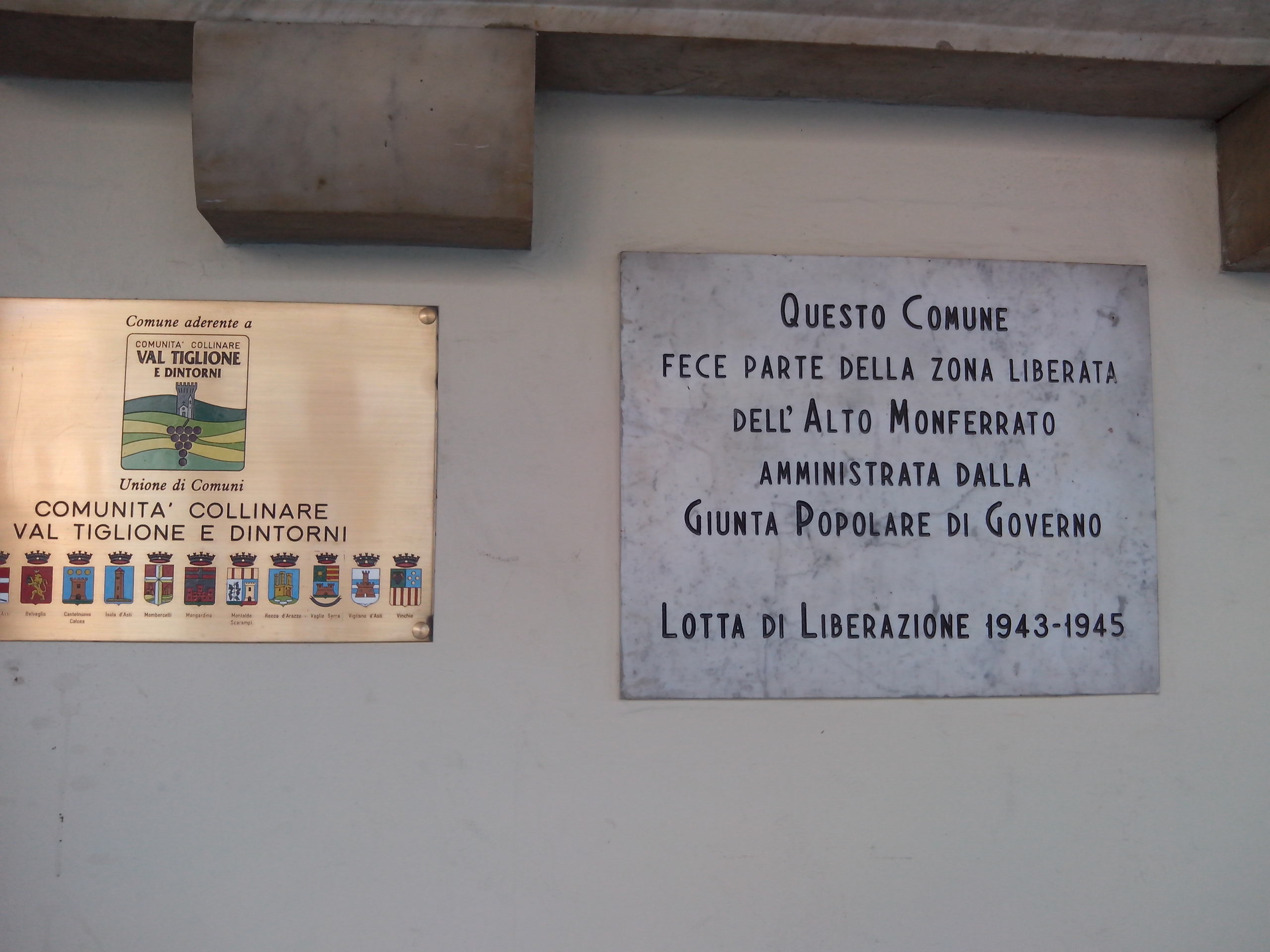
Targa commemorativa della Repubblica dell'Alto Monferrato, esposta sul Comune di Mombercelli